# Aleksandar Jukic
Aleksandar Jukic (Vienna, 26 luglio 2000) è un calciatore austriaco, centrocampista del Rubin.

## Caratteristiche tecniche
È un centrocampista offensivo.

## Carriera

### Club
Cresciuto nel settore giovanile dell'Austria Vienna, debutta in prima squadra il 4 luglio 2020 in occasione dell'incontro di Bundesliga vinto 1-0 contro il Mattersburg.

### Nazionale
Ha giocato nelle nazionali giovanili austriache Under-17 ed Under-21.

## Statistiche

### Presenze e reti nei club
Statistiche aggiornate al 21 maggio 2021.
| Stagione        | Squadra           | Campionato      | Campionato | Campionato | Coppe nazionali | Coppe nazionali | Coppe nazionali | Coppe continentali | Coppe continentali | Coppe continentali | Altre coppe | Altre coppe | Altre coppe | Totale | Totale |
| Stagione        | Squadra           | Comp            | Pres       | Reti       | Comp            | Pres            | Reti            | Comp               | Pres               | Reti               | Comp        | Pres        | Reti        | Pres   | Reti   |
| --------------- | ----------------- | --------------- | ---------- | ---------- | --------------- | --------------- | --------------- | ------------------ | ------------------ | ------------------ | ----------- | ----------- | ----------- | ------ | ------ |
| 2018-2019       | Austria Vienna II | 1L              | 19         | 2          |                 | -               | -               |                    | -                  | -                  |             | -           | -           | 19     | 2      |
| 2019-2020       | Austria Vienna II | 1L              | 22         | 6          |                 | -               | -               |                    | -                  | -                  |             | -           | -           | 22     | 6      |
| 2020-2021       | Austria Vienna II | 1L              | 1          | 1          |                 | -               | -               |                    | -                  | -                  |             | -           | -           | 1      | 1      |
| 2019-2020       | Austria Vienna    | BL              | 2          | 0          | CA              | 0               | 0               |                    | -                  | -                  |             | -           | -           | 2      | 0      |
| 2020-2021       | Austria Vienna    | BL              | 23         | 2          | CA              | 4               | 0               |                    | -                  | -                  |             | -           | -           | 27     | 2      |
| Totale carriera | Totale carriera   | Totale carriera | 67         | 11         |                 | 4               | 0               |                    | -                  | -                  |             | -           | -           | 71     | 11     |